# Eureka (Nevada)
Eureka è un census-designated place (CDP) degli Stati Uniti d'America e capoluogo della contea di Eureka nello Stato del Nevada. La popolazione era di 610 persone al censimento del 2010. Eureka è la più grande comunità della contea di Eureka. Le attrazioni includono l'Eureka Opera House (costruito nel 1880 e restaurato nel 1993), il Raine’s Market and Wildlife Museum (costruito nel 1887), il Jackson House Hotel (costruito nel 1877), e l'Eureka Sentinel Museum (che ospita dal 1879 il giornale Eureka Sentinel).
Eureka fa parte dell'area micropolitana di Elko.

## Geografia fisica
Secondo lo United States Census Bureau, ha un'area totale di 1,4 miglia quadrate (3,6 km²).
Eureka si trova a 39 ° 30′42 ″ N 115 ° 57′42 ″ O, nella parte meridionale della contea di Eureka, a 6 481 piedi (1975 m) nelle Diamond Mountains, in un pareggio all'estremità meridionale della Diamond Valley, tra le valli di Antelope e Newark. All'American Community Survey 5-Year Stimates 2018, la popolazione del luogo designato dal censimento di Eureka era 480, mentre la popolazione totale di Eureka e dell'area circostante (Eureka CCD, Eureka County, Nevada) era 1 313.
La città si trova lungo la Lincoln Highway / US Route 50, soprannominata "The Loneliest Road in America": nome appropriato, poiché le città più vicine lungo l'autostrada sono Austin (110 km a ovest) ed Ely (124 km est). La città più vicina è Duckwater, 74 km a sud.
Il clima è quello tipico del Grande Bacino: caldo e secco con mattine fresche in estate con occasionali temporali monsonici da fine luglio ad agosto; freddo e relativamente secco in inverno. Le temperature scendono a 0 °F o −17,8 °C o meno in media 4,7 mattine durante l'inverno, anche se nel rigido inverno del 1916/1917 ciò è accaduto venticinque volte. Scendono a 32 °F o 0 °C in media 181,3 mattine, anche se le temperature massime raggiungono lo zero in tutti i giorni tranne 26,3 durante un inverno medio. Durante l'estate le temperature salgono a 90 °F o 32,2 °C o più calde negli 11,8 pomeriggi, anche se 100 °F o 37,8 °C non sono mai stati raggiunti con la temperatura più calda che è di 99 °F o 37,2 °C il 14 luglio 1955. Gli accumuli di neve variano da 10 a 30 pollici (da 0,25 a 0,76 m) negli inverni miti fino a oltre 80 pollici (2,03 m) negli anni più severi; nell'inverno 1906/1907 caddero più di 150 pollici o 3,81 metri di neve.
L'anno solare più piovoso è stato il 1941 con 23,86 pollici (606,0 mm) e il 2008 più secco con 5,64 pollici (143,3 mm), mentre il maggio 1917 con 5,73 pollici (145,5 mm) è stato il mese più piovoso. Il mese più nevoso è stato marzo 1902 con 54,0 pollici o 1,37 metri di neve fresca.
Sotto la classificazione climatica di Köppen, Eureka ha un clima continentale umido estivo caldo.

## Storia
Eureka è nata come comunità mineraria, specializzata nell'estrazione del piombo. Nel 1878 il boom demografico fece superare la quota dei 10.000 abitanti, ma con il passare del tempo le attività minerarie cessarono e la contea si spopolò.
La città fu colonizzata per la prima volta nel 1864 da un gruppo di cercatori d'argento della vicina Austin, che scoprì la roccia contenente un minerale di piombo d'argento sul vicino Prospect Peak. Secondo la tradizione, la città prende il nome da un incidente in cui un cercatore ha esclamato "Eureka!" quando ha scoperto depositi di minerale d'argento. La città divenne il capoluogo della contea nel 1873, quando la contea di Eureka fu scavata nelle contee adiacenti di Lander, Elko e White Pine.
L'estrazione mineraria, in particolare per il piombo, era il pilastro economico della città, poiché le colline vicine erano classificate come il secondo produttore di minerali più ricco del Nevada, dietro il Comstock Lode del Nevada occidentale. Due delle maggiori società di Eureka erano la Richmond Mining Company e la Eureka Mining Company. Queste due società si sono spesso scontrate e, in un caso, il loro contenzioso è arrivato alla Corte Suprema degli Stati Uniti. La popolazione esplose, raggiungendo un massimo di 10 000 nel 1878, ma si ridusse poiché la diminuzione della produzione mineraria e le mutevoli condizioni di mercato portarono alla chiusura delle miniere.
La città è stata servita dalla ferrovia a scartamento ridotto Eureka e Palisade dal 1873 al 1938.

## Servizi pubblici
Eureka è servita da un corpo dei vigili del fuoco tutto volontario, che fornisce servizi di protezione antincendio, soccorso e soccorso di veicoli per Eureka e le aree circostanti. Nel 2009 è stata costruita una nuova casa dei vigili del fuoco in mattoni e acciaio in Main Street a Eureka. Al momento della sua costruzione era la seconda casa dei pompieri più grande dello stato. Oltre ad essere una moderna struttura antincendio, contiene un museo delle attrezzature e dei veicoli dei vigili del fuoco Eureka risalenti al 1870. Il museo del fuoco può essere visto attraverso le grandi finestre di vetro, oppure si può fare un tour contattando un vigile del fuoco locale.
Eureka vanta tre parchi, un moderno impianto di nuoto chiuso, due campi da baseball, una pista e un campo da calcio.
L'Eureka Opera House del 1880 è stata rimodellata negli ultimi tempi e pianifica regolarmente artisti.
Il 1876 Eureka Court House è sia storico che moderno. È il centro governativo e legale funzionante della contea di Eureka.

## Celebrazioni
Il 4 luglio, il Giorno dell'Indipendenza, è una grande celebrazione a Eureka. I vigili del fuoco volontari di Eureka organizzano una parata seguita da eventi di strada, che richiedono la chiusura del centro di Eureka al traffico veicolare. Alle 21:00 l'Eureka Volunteer Fire Department organizza uno spettacolo pirotecnico.